# 根本正義 (地本問屋)
根本 正義（ねもと まさよし、生没年不詳）とは明治時代の東京の地本問屋。

## 来歴
一説に根本正昭とも。明治時代に東京府神田区小川町10番地において地本問屋を営業している。歌川国利、3代目歌川広重の錦絵を出版している。

## 作品
- 歌川国利 「東京名所之内九段坂靖国神社境内一覧之図」 大判3枚続 明治14年
- 3代目歌川広重 「東京名所第一之勝景墨水堤花盛の図」 大判3枚続 明治14年